# 納言恭平
納言 恭平（なごん きょうへい、1900年（明治33年）5月12日 - 1949年（昭和24年）7月6日）は、日本の小説家である。本名は奥村 五十嵐。

## 経歴・人物
熊本県玉名郡天水町（現在の玉名市）に生まれる。熊本県立熊本工業高等学校卒業後、1918年（大正7年）に一時期八幡製鉄所に勤務した。同年上京し新潮社に入社後、同社発行の雑誌だった『文学時代』及び『日の出』の編集に携わる。
1939年（昭和14年）には海音寺潮五郎らと親交を持ち、『文学建設』の編纂に携わった事により主に時代小説の執筆を始めた。晩年は捕物作家クラブ（後の日本作家クラブ）の創設にも加わった。

## 作品
- 『日の出島』‐ 1942年（昭和17年）[2]。第16回直木賞推薦候補に選出[2]。
- 『七之助捕物帖』- 全3巻からなる。
- 『勤皇美少年』